# SMクラブ
SMクラブとは、サドやマゾのSM嬢からSMサービスが提供される性風俗店である。これらの店では主に男性を顧客として想定しており、「女王様」と一般に呼ばれるサディスト役、「M嬢」や「M女性」、「M子」などと呼ばれるマゾヒスト役によってサービスが行われる。

## プレイ内容
大多数のSMクラブにおいて、プレイの前に客の側から店舗ないしSM嬢に対して希望するプレイ、または希望しないプレイ（「NG」）が伝えられる。これらの意思の伝達は、カウンセリング、インタビュー、または書面を通じて行われる。
プレイ時間は60分以上を基本とし、準備・プレイ内容・後片付けに応じて数時間以上にわたりうる。
プレイ内容の基本的なものとしては、「緊縛、鞭、低温ローソク、アナル責め、言葉責め、スパンキング、顔面騎乗、浣腸、標準的なセックストイ（手枷・足枷・ピンクローター・アナルバイブ・ペニスバンドなど）、聖水、 手コキ、足コキ」などが挙げられる。なお、プレイ内容に関する同意の形成過程を放棄し、SM嬢に対してこれを求めない、いわゆる「真性マゾヒスト」の場合、上記の内容に関して時間以外についてはSM嬢に一任されることとなる。

## 法律上の位置づけ
日本においてSMクラブは、一般に風俗営業等の規制及び業務の適正化等に関する法律（風適法）に定める無店舗型性風俗特殊営業店の営業形態（の一つ）に該当する。2005年の風適法改正により、プレイ用の設備・空間が設けられているSMクラブ、すなわちの店舗型性風俗特殊営業としては事実上消滅した。

## BDSM文化内での位置づけ
ジェンダーおよびサドマゾヒズム研究を専門とする、福岡女子大学の河原梓水によれば、商業的なBDSMコミュニティであるSMクラブの興隆は、1970年以降にプライベートのBDSMコミュニティを衰退させる一要因であったと指摘している。
また、河原は、サディスト役の「女王様」とマゾヒストである顧客との関係が、取引関係かつ（BDSM文脈における）主従関係となりうることについて説明・報告を行っている。